# St. Vitus (Wettelbrunn)

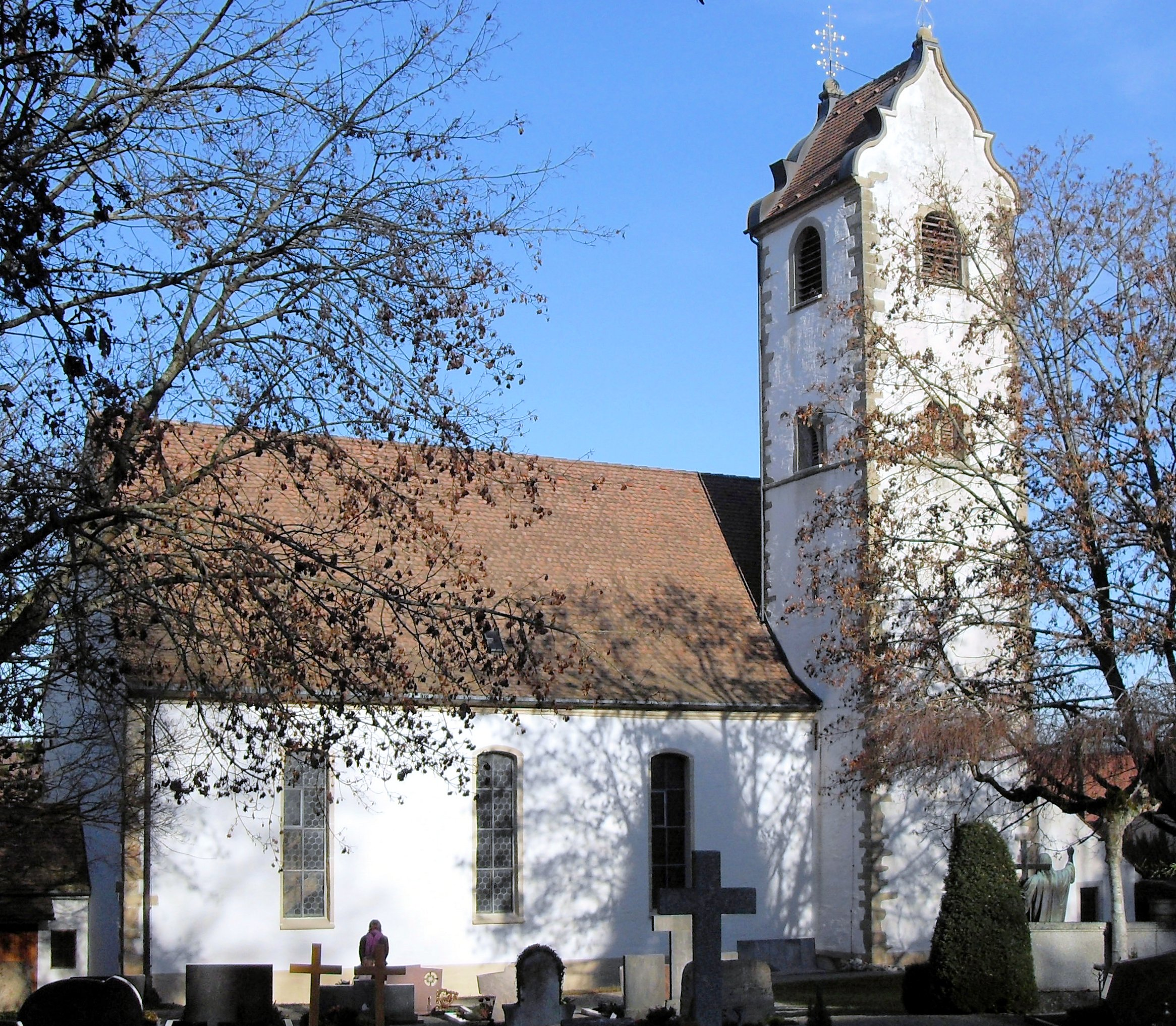
St. Vitus, Wettelbrunn, Südseite

St. Vitus ist eine römisch-katholische Pfarrkirche in Wettelbrunn, einer Ortschaft der Stadt Staufen im Breisgau im Landkreis Breisgau-Hochschwarzwald in Baden-Württemberg. Sie ist zu Ehren des heiligen Vitus geweiht und gehört zur Kirchengemeinde Staufen St. Trudpert im Dekanat Breisach-Neuenburg der Erzdiözese Freiburg.

## Geschichte

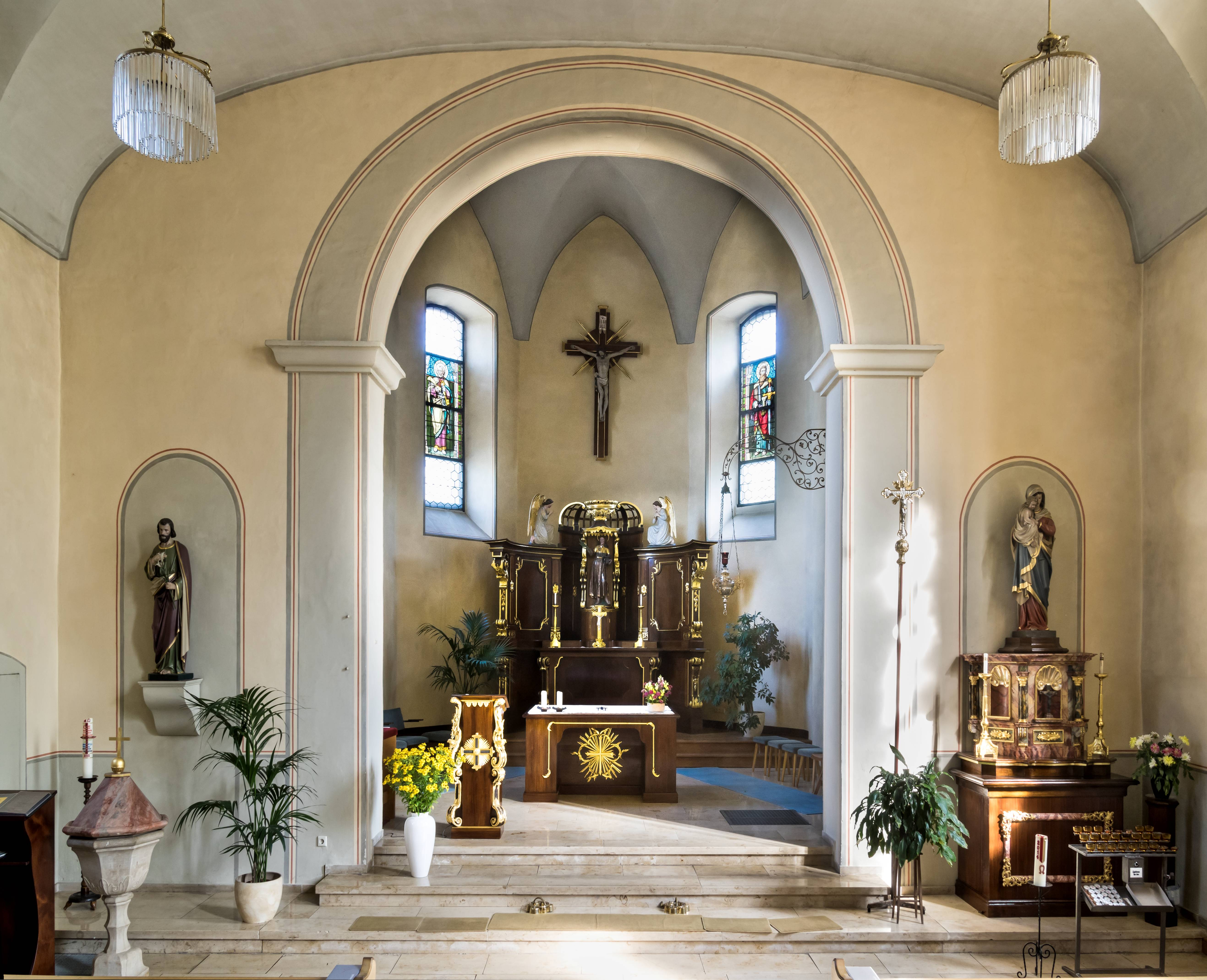
Innenansicht

Ihre erste Erwähnung in Wettelbrunn stammt aus dem Jahr 1216. Tatsächlich ist der Turm romanisch. Er war ursprünglich dreistöckig. 1733 wurde er unter Franz Schächtelin um ein Stockwerk mit großen Rundbogenfenstern aufgestockt und erhielt dadurch seine originelle barocke Form mit einem quer zum Langhaus liegenden Satteldach. In diesem Zusammenhang wurden die Klangarkaden zugemauert, die aber 1956 wieder geöffnet wurden. Der Turm flankiert die Südseite des Chors der Kirche.
Anlass für die Aufstockung war ein Brand der Kirche 1732. Der gotische Chor überdauerte den Brand und wurde in das neu aufgebaute Langhaus einbezogen, mit dem er durch einen halbrunden Triumphbogen verbunden ist. Er hat ein Kreuzgratgewölbe ohne Rippen, während das Langhaus über eine flach gewölbte Decke verfügt, die mit vier Medaillons der Evangelisten geschmückt ist. Sie stammen, wie die neugotische Fassung des alten Barockaltars, vermutlich aus der zweiten Hälfte des 19. Jahrhunderts.

## Orgel
Im Westteil des Langhauses befindet sich eine ausschwingende Orgelempore auf Holzstützen. Die Orgel wurde 1810 von Xaver Bernauer (1768–1831) aus Staufen gebaut. Das Werk wurde 1968 von dem Oberharmersbacher Orgelbauer Franz Winterhalter restauriert und umgebaut. Es arbeitet mit Kegellade, hat zwei Manuale, ein selbstständiges Pedal und zwölf Register, ist aber mittlerweile abgängig. Deshalb hat sich 2016 ein Orgelbauverein gegründet, der sich zum Ziel gesetzt hat, in das denkmalgeschützte Gehäuse eine neue Orgel einzubauen, die sich an dem Klangbild der Orgel von Xaver Bernauer orientieren soll, allerdings wegen der heutigen gottesdienstlichen Anforderungen wieder mit zwei Manualen. Im Jahr 2022 wurde der Auftrag für die Restaurierung bzw. den Neubau der Orgel an die Firma Orgelbau Kuhn aus dem schweizerischen Männedorf vergeben und die Orgel abgebaut. 2023 wurde das neue Instrument wieder in der Kirche aufgestellt, intoniert und am 26. März 2023 im Gottesdienst eingeweiht. Das neue Instrument hat zwölf Register und 642 Pfeifen, die von zwei Manualen und Pedal bespielt werden können. Der Orgelneubau kostete 250.000 Euro. Die ursprüngliche Disposition der Bernauer-Orgel ist bekannt:

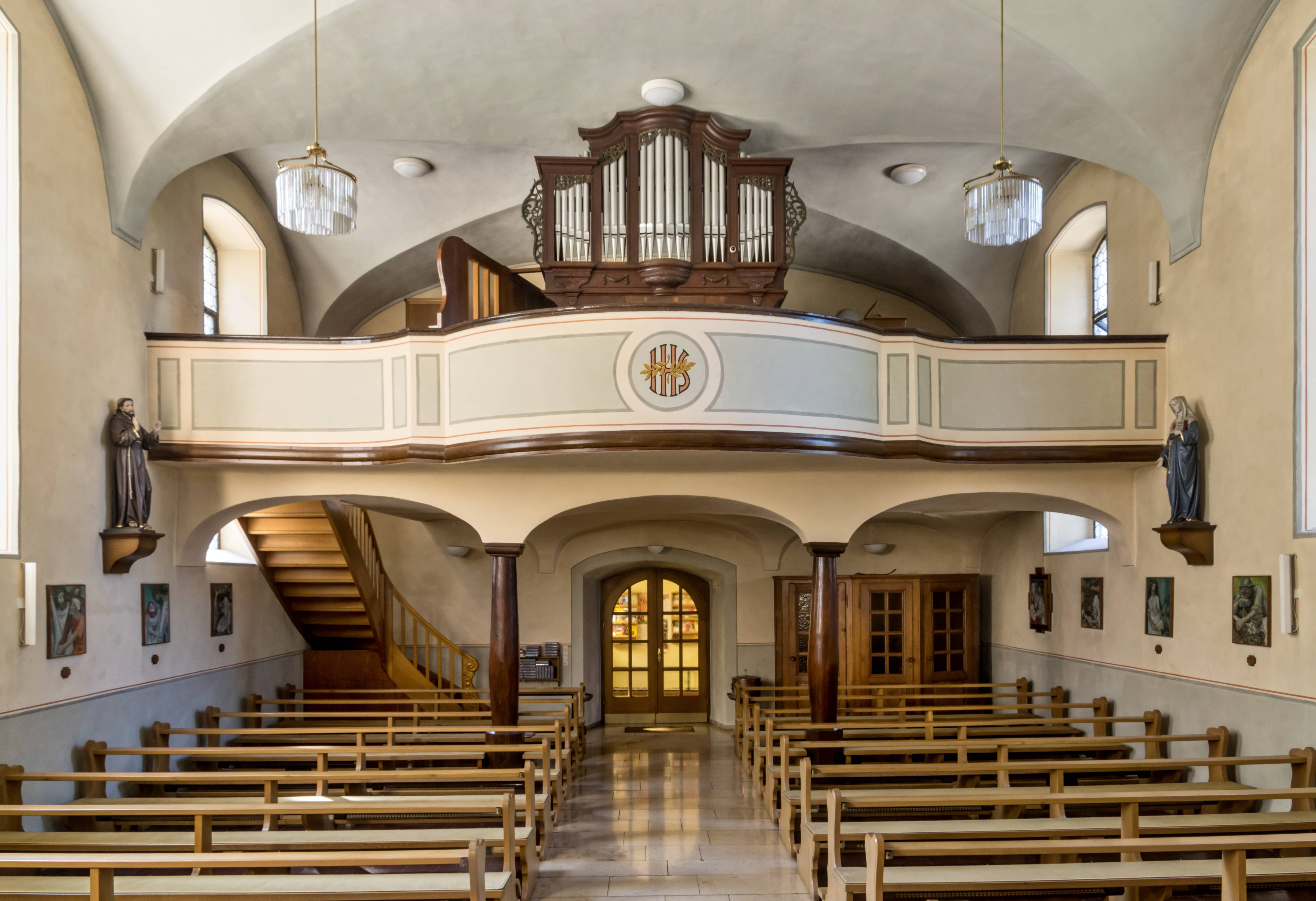
Empore mit der Orgel von Xaver Bernauer

| Manual C–c3 |    |
| Bordun      | 8′ |
| Principal   | 4′ |
| Flöte       | 4′ |
| Quint       | 3′ |
| Octav       | 2′ |
| Cornet V    |    |
| Mixtur IV   |    |

| Pedal C–c0  |     |
| Subbass     | 16′ |
| Octavbass   | 8′  |
| Trompetbass | 8′  |

- Tremulant
- Koppel: Man/P

## Glocken
Im Kirchturm hängt ein vierstimmiges Glockengeläut aus Bronze, das aus einer historischen Glocke und drei Glocken des 20. Jahrhunderts besteht.
| Glocke | Name  | Gießer                       | Gussjahr | Durchmesser | Gewicht | Schlagton |
| ------ | ----- | ---------------------------- | -------- | ----------- | ------- | --------- |
| 1      |       | Karlsruher Glockengießerei   | 1991     | 1046 mm0    | 785 kg  | fis′+6    |
| 2      | Maria | Karlsruher Glockengießerei   | 1991     | 965 mm      | 648 kg  | gis′+5    |
| 3      |       | Karlsruher Glockengießerei   | 1991     | 755 mm      | 471 kg  | ais′+6    |
| 4      | Vitus | I. F. Weitnauer (III), Basel | 1773     | 700 mm      | –       | cis″+8    |

Die Glocken sind außer der größten in das Schlagwerk der Turmuhr einbezogen. Glocke 2 schlägt jeweils zur vollen Stunde und die beiden kleineren sorgen für den Viertelstundenschlag.

## Nachweise
1. ↑  Wolfgang Kaiser u. a.: Stadt Staufen, Münstertal/Schwarzwald. (= Denkmaltopographie Baden-Württemberg. Band III.1.1). Konrad Theiss Verlag, Stuttgart 2002, ISBN 3-8062-1708-4, S. 121.
2. ↑  Johannes Helm: Kirchen und Kapellen im Markgräflerland. Eigenverlag, Müllheim/Baden 1989, ISBN 3-921709-16-4, S. 358.
3. ↑  Johannes Helm: Kirchen und Kapellen im Markgräflerland. Eigenverlag, Müllheim/Baden 1989, ISBN 3-921709-16-4, S. 359.
4. ↑  Staufen im Breisgau / Wettelbrunn – St. Vitus – Orgel Verzeichnis – Orgelarchiv Schmidt. Abgerufen am 26. März 2023 (deutsch).
5. ↑   Martina Faller: Die alte Dame braucht eine Herz-Op.  In: Badische Zeitung. 1. März 2016
6. ↑  Rainer Ruther: Orgel in Kirche St. Vitus für rund 250.000 Euro restauriert. In: Badische Zeitung, Donnerstag, 23. März 2023 (badische-zeitung.de).
7. ↑  Die Orgel auf der Website von Orgelbau Kuhn

Koordinaten: 47° 52′ 16″ N, 7° 41′ 34,3″ O